# Ella Raines

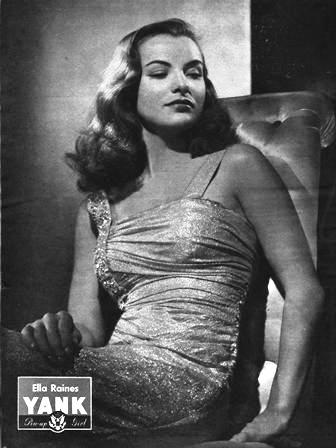
Ella Raines en 1945

Ella Raines est une actrice américaine, née Ella Wallace Raines le 6 août 1920 et morte le 30 mai 1988.

## Biographie
Ella Raines était une actrice américaine née le 6 août 1920 à Snoqualmie Falls, dans l'État de Washington, et décédée le 30 mai 1988 à Sherman Oaks, en Californie. Elle a connu une carrière cinématographique prolifique dans les années 1940 et 1950.
Raines a commencé sa carrière dans le mannequinat avant de passer au cinéma. Elle a signé un contrat avec la Paramount Pictures en 1943, ce qui lui a permis de faire ses débuts dans le film "Corvette K-225" la même année. Elle a rapidement attiré l'attention grâce à sa beauté et à son talent d'actrice.
Au cours de sa carrière, Ella Raines a joué dans de nombreux films, notamment dans des genres tels que le film noir et le thriller. Certains de ses rôles les plus mémorables incluent "Phantom Lady" (1944), "The Suspect" (1944), "The Strange Affair of Uncle Harry" (1945),  "Hail the Conquering Hero" (1944) ou encore  L'Amazone aux yeux verts avec John Wayne.
Raines était connue pour sa présence à l'écran et sa capacité à jouer des rôles forts et indépendants. Elle a souvent incarné des femmes intelligentes, courageuses et séduisantes, faisant d'elle une actrice populaire de l'époque.
Au-delà de sa carrière cinématographique, Ella Raines s'est également impliquée dans des œuvres de bienfaisance et a soutenu les troupes américaines pendant la Seconde Guerre mondiale.
Bien qu'elle ait pris sa retraite du cinéma en 1957, Ella Raines a laissé une marque durable dans l'industrie cinématographique avec sa beauté classique et son talent d'actrice. Elle est décédée d'un cancer le 30 mai 1988, laissant derrière elle un héritage cinématographique apprécié par de nombreux fans.

## Filmographie partielle

### Cinéma
- 1943 : Corvette K-225 de Richard Rosson et Howard Hawks : Joyce Cartwright
- 1943 : Cry 'Havoc' de Richard Thorpe : Connie Booth
- 1944 : Les Mains qui tuent (Phantom Lady) de Robert Siodmak : Carol
- 1944 : Héros d'occasion (Hail the Conquering Hero) de Preston Sturges : Libby
- 1944 : L'Amazone aux yeux verts (Tall in the Saddle) d'Edwin L. Marin : Arleta « Arly » Harolday
- 1944 : Le Suspect (The Suspect) de Robert Siodmak : Mary
- 1945 : L'Oncle Harry (The Strange Affair of Uncle Harry) de Robert Siodmak : Deborah Brown
- 1946 : The Runaround de Charles Lamont : Penelope « Annabelle » Hampton
- 1947 : Time Out of Mind de Robert Siodmak : Clarissa « Rissa » Fortune
- 1947 : Le Traquenard (The Web), de Michael Gordon : Noel Faraday
- 1947 : Les Démons de la liberté (Brute Force) de Jules Dassin : Cora Lister
- 1947 : The Senator Was Indiscreet (en) de George S. Kaufman : Poppy McNaughton
- 1949 : Les Aventuriers du désert (The Walking Hills) de John Sturges : Chris Jackson
- 1949 : Impact d'Arthur Lubin : Marsha Peters
- 1950 : The Second Face de Jack Bernhard : Phyllis Holmes
- 1950 : Singing Guns de R. G. Springsteen : Nan Morgan
- 1951 : Alerte aux garde-côtes (Fighting Coast Guard) de Joseph Kane : Phyllis Holmes
- 1956 : The Man in the Road de Lance Comfort : Rhona Ellison

### Télévision
- 1950 : Robert Montgomery Presents série télévisée (1 épisode)
- 1950 : Pulitzer Prize Playhouse série télévisée (1 épisode)
- 1954 : Janet Dean, Registered Nurse série télévisée (34 épisodes)
- 1956 : Douglas Fairbanks, Jr., Presents série télévisée (2 épisodes)
- 1956 : The Christophers série télévisée (1 épisode)
- 1984 : Matt Houston série télévisée (1 épisode)